# Harry Treadaway
Harry John Newman Treadaway (* 10. září 1984 Exeter, Anglie, Spojené království) je anglický herec.
Společně se svým bratrem, jednovaječným dvojčetem a rovněž hercem, Lukem Treadawayem debutoval ve filmu v roce 2005 mockumentem Brothers of the Head. V televizi se poprvé představil o rok později, v dalších letech ztvárnil hlavní role v seriálech Cape Wrath (2007), Kde hnízdí smrt (minisérie, 2013) a Truckers (2013). Hrál také ve filmech, jako jsou např. Město Ember (2008), Fish Tank (2009), Hideaways (2011) či Cockneys vs Zombies (2012). V americké produkci se v hlavních rolích představil v seriálech Penny Dreadful (2014–2016), Mr. Mercedes (2017–2018) a Star Trek: Picard (2020), objevil se též ve filmech, např. ve snímcích Osamělý jezdec (2013) či Gringo: Zelená pilule (2018).